# Turbo sandwicensis
Turbo sandwicensis är en snäckart som beskrevs av William Harper Pease 1861. Turbo sandwicensis ingår i släktet Turbo och familjen turbinsnäckor. Inga underarter finns listade i Catalogue of Life.